# Stephanie March

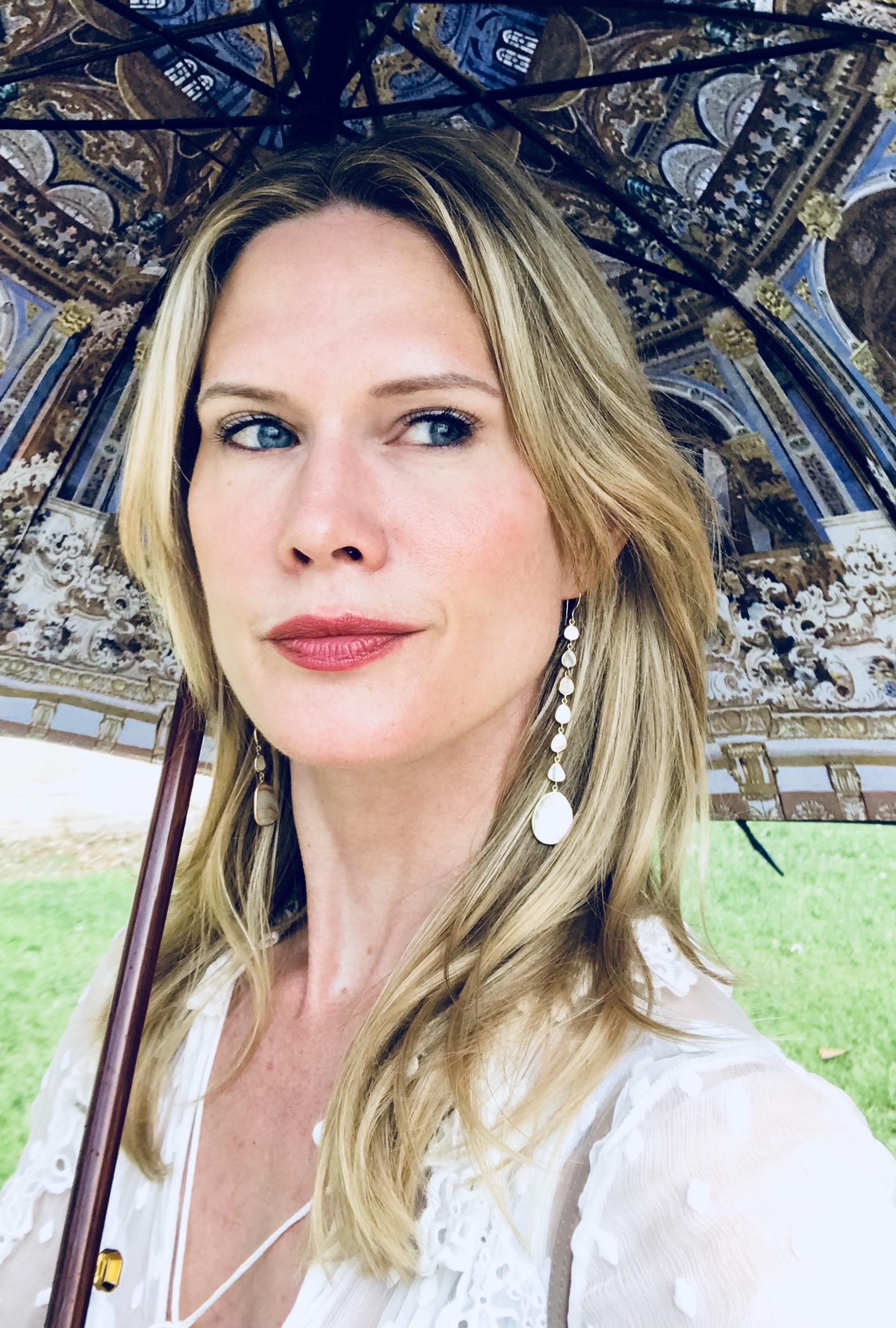
Stephanie March, 2018

Stephanie Caroline March (* 23. Juli 1974 in Dallas, Texas) ist eine US-amerikanische Schauspielerin.

## Leben und Karriere
March kam im texanischen Dallas als Tochter von John Abe March IV und seiner Frau Laura Len (geborene Irwin) zu Welt. Sie hat eine Schwester namens Charlotte. Ihre Familie hat deutsche, niederländische, irische und englische Wurzeln. Sie besuchte die Highland Park High School, dieselbe Schule, in die auch Angie Harmon ging. Später graduierte sie in den Fächern Theaterwissenschaft und Hispanoamerikanische Studien an der Chicagoer Northwestern University.
March debütierte in einer Folge der Fernsehserie Allein gegen die Zukunft aus dem Jahr 1997. Von 2000 bis 2005 und 2009 bis 2012 war sie in 97 Folgen der Serie Law & Order: Special Victims Unit als Alexandra Cabot, welche Rolle sie auch 2006 in der Serie Conviction verkörperte, zu sehen. In der Komödie Head of State (2003) spielte sie eine Begleiterin des von Chris Rock verkörperten Präsidentschaftskandidaten. In der Komödie The Treatment (2006) spielte sie neben Chris Eigeman, Ian Holm und Famke Janssen eine der größeren Rollen.
March heiratete 2005 ihren Landsmann, den TV-Koch und Restaurantbesitzer, Bobby Flay. 2015 trennte sich das Paar.

## Filmografie (Auswahl)
- 1997: Allein gegen die Zukunft (Early Edition, Fernsehserie, Folge 2x10)
- 2000–2004, 2009–2012, 2018: Law & Order: Special Victims Unit (Fernsehserie, 97 Episoden)
- 2003: Focus Room (Kurzfilm)
- 2003: Head of State
- 2005: Mr. & Mrs. Smith
- 2006: Flannel Pajamas
- 2006: The Treatment
- 2006: Conviction (Fernsehserie, 13 Folgen)
- 2006: Copy That (Kurzfilm)
- 2006: Jesse Stone: Knallhart (Jesse Stone: Night Passage)
- 2006: 30 Rock (Fernsehserie, Folge 1x03)
- 2007: Grey’s Anatomy (Fernsehserie, Folge 4x07)
- 2009: Lügen macht erfinderisch (The Invention of Lying)
- 2012: Made in Jersey (Fernsehserie, eine Folge)
- 2014: Innocence
- 2015: Neon Joe, Werewolf Hunter (Fernsehserie, 5 Folgen)
- 2016: Nightcap (Fernsehserie, Folge 1x06)
- 2016–2017: Odd Mom Out (Fernsehserie, 5 Folgen)
- 2019: The Social Ones